# Herredsrejse
Herredsrejserne i Danmark var betegnelsen for omrejsende studiehold, der skulle beskrive de enkelte danske kulturhistoriske minder i de forskellige herreder. De er de første arkæologiske og kunsthistoriske feltstudier i Danmark.

## Historik
Med oprettelsen af Inspectoratet for de antikvariske Mindesmærker i 1847 under ledelse af Jens Jacob Asmussen Worsaae intensiveredes registreringen Danmarks fortidsminder, som var påbegyndt i 1807 med nedsættelsen af Oldsagskommissionen. Først i 1873 lykkedes det at få Worsaaes stort anlagte registreringsprojekt på finansloven. Det blev optakten til de landsdækkende herredsrejser, som blev de første egentlige feltundersøgelser af længere varighed i Danmark.

## Hvem foretog herredsrejserne?
Den første sommer, i 1873, udsendtes tre hold, hvert bestående af en assistent ved museet og en tegner eller arkitekt. Det tog dengang 5 til 6 uger at berejse et herred i hestevogn og til fods. Dertil kom så hjemmearbejde i form af renskrivning og rentegning.
Mange af de udsendte tegnere var af god skole og deres små kunstværker kan ses på Antikvarisk-Topografisk Arkiv, Nationalmuseet, og en del af dem findes også på Databasen Romansk Stenkunst.
Herredsrejserne blev mere omfattende og af længere varighed end forventet, og først i 1932 var arbejdet tilendebragt, da også Sønderjylland var blevet berejst.
Den store fortidsminderegistrering varede således i små 60 år og blev gennemført med nogenlunde samme intensitet gennem hele perioden, ca. 1-2 % af landet om året.

## Eksterne links
- Databasen Romansk Stenkunst

- Antikvarisk-Topografisk Arkiv Arkiveret 13. januar 2009 hos  Wayback Machine